# St. John (Washington)
St. John ist eine Town im Whitman County im US-Bundesstaat Washington. Das U.S. Census Bureau hat bei der Volkszählung 2020 eine Einwohnerzahl von 599 ermittelt. St. John ist der Geburtsort des 20. Gouverneurs von Washington, Mike Lowry.

## Geschichte

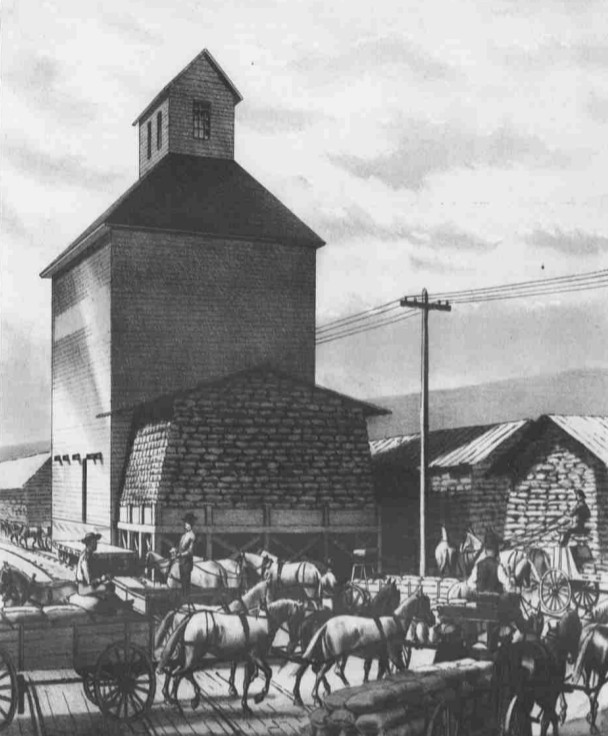
St. John (1890)

St. John wurde Ende der 1880er Jahre gegründet und nach dem Siedler E.T. St. John benannt. Die Stadt wurde am 10. März 1904 offiziell anerkannt.

## Geographie
Nach dem United States Census Bureau nimmt die Stadt eine Gesamtfläche von 1,63 Quadratkilometern ein, worunter keine Wasserflächen sind.

### Klima
Nach der Klimaklassifikation nach Köppen und Geiger hat St. John ein sommerwarmes Mittelmeerklima (abgekürzt „Csb“), welches jedoch wegen seiner kalten Wintermonate beinahe als sommertrockenes feuchtes Kontinentalklima eingestuft wird.
|                        | Jan    | Feb    | Mär    | Apr    | Mai   | Jun   | Jul   | Aug   | Sep   | Okt    | Nov    | Dez    |   |        |
| Mittl. Temperatur (°C) | −0,42  | 2,14   | 5,25   | 8,53   | 12,53 | 16,14 | 19,83 | 19,58 | 15,22 | 9,08   | 3,39   | −0,67  | ⌀ | 9,3    |
| Mittl. Tagesmax. (°C)  | 16,11  | 19,44  | 25,00  | 33,33  | 37,22 | 37,78 | 41,67 | 39,44 | 38,33 | 32,78  | 22,22  | 15,00  | ⌀ | 29,9   |
| Mittl. Tagesmin. (°C)  | −33,33 | −30,00 | −15,00 | −11,11 | −7,22 | −3,89 | −3,33 | −3,33 | −8,33 | −14,44 | −27,78 | −30,56 | ⌀ | −15,6  |
|                        |        |        |        |        |       |       |       |       |       |        |        |        |   |        |
| Niederschlag (mm)      | 53,59  | 36,32  | 42,93  | 37,08  | 39,12 | 30,48 | 16,76 | 15,49 | 18,54 | 30,23  | 56,13  | 61,21  | Σ | 437,88 |
|                        |        |        |        |        |       |       |       |       |       |        |        |        |   |        |
| Regentage (d)          | 13     | 10     | 11     | 9      | 9     | 7     | 4     | 3     | 5     | 8      | 13     | 13     | Σ | 105    |

| −33,33 |

| −30,00 |

| −15,00 |

| −11,11 |

| −7,22 |

| −3,89 |

| −3,33 |

| −3,33 |

| −8,33 |

| −14,44 |

| −27,78 |

| −30,56 |

| −33,33 |

| −30,00 |

| −15,00 |

| −11,11 |

| −7,22 |

| −3,89 |

| −3,33 |

| −3,33 |

| −8,33 |

| −14,44 |

| −27,78 |

| −30,56 |

## Demographie

### Census 2000
Nach der Volkszählung von 2000 gab es in St. John 548 Einwohner, 258 Haushalte und 163 Familien. Die Bevölkerungsdichte betrug 406,9 pro km². Es gab 279 Wohneinheiten bei einer mittleren Dichte von 207,2 pro km².
Die Bevölkerung bestand zu 97,81 % aus Weißen, zu 0,18 % aus Indianern, zu 0,55 % aus Asiaten, und zu 1,46 % aus zwei oder mehr „Rassen“. Hispanics oder Latinos „jeglicher Rasse“ bildeten 1,64 % der Bevölkerung.
Von den 258 Haushalten beherbergten 22,1 % Kinder unter 18 Jahren, 54,7 % wurden von zusammen lebenden verheirateten Paaren, 5,8 % von alleinerziehenden Müttern geführt; 36,8 % waren Nicht-Familien. 34,1 % der Haushalte waren Singles und 20,2 % waren alleinstehende über 65-jährige Personen. Die durchschnittliche Haushaltsgröße betrug 2,12 und die durchschnittliche Familiengröße 2,72 Personen.
Der Median des Alters in der Stadt betrug 49 Jahre. 20,8 % der Einwohner waren unter 18, 3,3 % zwischen 18 und 24, 20,4 % zwischen 25 und 44, 25,2 % zwischen 45 und 64 und 30,3 65 Jahre oder älter. Auf 100 Frauen kamen 93,6 Männer, bei den über 18-Jährigen waren es 86,3 Männer auf 100 Frauen.
Alle Angaben zum mittleren Einkommen beziehen sich auf den Median. Das mittlere Haushaltseinkommen betrug 33.393 US$, in den Familien waren es 44.643 US$. Männer hatten ein mittleres Einkommen von 31.389 US$ gegenüber 18.750 US$ bei Frauen. Das Pro-Kopf-Einkommen betrug 18.722 US$. Etwa 5,4 % der Familien und 7,4 % der Gesamtbevölkerung lebte unterhalb der Armutsgrenze; das betraf 13,2 % der unter 18-Jährigen und 3,6 % der über 65-Jährigen.

### Census 2010
Nach der Volkszählung von 2010 gab es in St. John 537 Einwohner, 261 Haushalte und 145 Familien. Die Bevölkerungsdichte betrug 329,1 pro km². Es gab 304 Wohneinheiten bei einer mittleren Dichte von 186,3 pro km².
Die Bevölkerung bestand zu 94,6 % aus Weißen, zu 0,2 % aus Afroamerikanern, zu 0,4 % aus Indianern, zu 0,2 % aus Asiaten, zu 0,4 % aus Pazifik-Insulanern, zu 0,4 % aus anderen „Rassen“ und zu 3,9 % aus zwei oder mehr „Rassen“. Hispanics oder Latinos „jeglicher Rasse“ bildeten 1,9 % der Bevölkerung.
Von den 261 Haushalten beherbergten 22,2 % Kinder unter 18 Jahren, 47,1 % wurden von zusammen lebenden verheirateten Paaren, 6,9 % von alleinerziehenden Müttern und 1,5 % von alleinstehenden Vätern geführt; 44,4 % waren Nicht-Familien. 39,5 % der Haushalte waren Singles und 22,6 % waren alleinstehende über 65-jährige Personen. Die durchschnittliche Haushaltsgröße betrug 2,06 und die durchschnittliche Familiengröße 2,78 Personen.

Der Median des Alters in der Stadt betrug 50,8 Jahre. 22,3 % der Einwohner waren unter 18, 3,8 % zwischen 18 und 24, 15,3 % zwischen 25 und 44, 28,8 % zwischen 45 und 64 und 29,8 65 Jahre oder älter. Von den Einwohnern waren 45,8 % Männer und 54,2 % Frauen.